# Akira Hiramoto
平本 アキラ
Akira Hiramoto (平本 アキラ, Hiramoto Akira), né en 1976, est un mangaka japonais.
Il est principalement connu pour sa série Prison School, qui remporte le Prix Kōdansha dans la catégorie générale en 2013.

## Œuvres
- Sono tomodachi ni gimon ari (その友達に疑問あり?) (prépublié dans le Weekly Young Magazine en 1995)[1]
- Agonashi Gen to Ore Monogatari (アゴなしゲンとオレ物語?) (prépublié dans le Weekly Young Magazine, 1998-2009)
- Me and the Devil Blues (俺と悪魔のブルーズ?) (prépublié entre 2004 et 2008 dans le Monthly Afternoon, puis depuis 2014 dans le Young Magazine Third)
- Yarisugi Companion to Atashi Monotogari (やりすぎコンパニオンとアタシ物語?) (prépublié dans le Weekly Young Magazine, 2007-2008)
- Youkei Seijuku Onna Hilda (幼形成熟女ヒルダ?) (prépublié dans le Nemesis en 2011)
- Prison School (監獄学園?) (prépublié dans le Weekly Young Magazine, 2011-2017)
- RaW Hero (仮?) (prépublié dans le Evening, 2018 - 2020)
- Futari Switch (ふたりスイッチ?) (prépublié dans le Gekkan Shônen Magazine, 2022 - 2024) manga en pause
- Super Ball Girls (スーパーボールガールズ?) (prépublié dans le Big Comic Superior, 2022 - en cours de prépublication)

## Distinctions
En 2009, Me and the Devil Blues remporte le Glyph Comics Awards de la meilleure réédition.
En 2013, Prison School remporte le Prix Kōdansha dans la catégorie générale.